# Lodenice
Lodenice (mn. č., tedy ty Lodenice, do Lodenic, v Lodenicích) jsou vesnice, část obce Mšecké Žehrovice v okrese Rakovník ve Středočeském kraji. Nachází se při jihovýchodním okraji přírodního parku Džbán v malebném údolí potoka Loděnice, lidově zvaného Kačák.

## Historie
První písemná zmínka o vesnici (Lodinnice) se vztahuje k roku 1224.
Obec byla založena po roce 1224 dekretem Přemysla Otakara I. Od svého založení byla součástí žehrovického panství a majetkem břevnovského kláštera. Počátky historie obce sahají až k roku 1045, kdy kníže Břetislav I. daroval část nedalekých Žehrovic klášteru svaté Markéty v Břevnově. Na počátku 13. století se správce královské části Žehrovic pokusil podmanit si poddané klášterní části, načež ti odešli a usadili se kolem lodenického klášterního dvora, kde vznikla obec.
K dalším významným majitelům obce nebo její části patřili páni z Kolovrat, ze Štampachu, Fürstenberkové a Schwarzenberkové.

## Popis obce
Dominantou vesnice je Lodenický rybník. Byl založen pravděpodobně ke konci 18. či v první polovině 19. století jako součást již existující rybniční soustavy na horním toku potoka ve Mšec. Ve vsi není kostel ani hřbitov. Na návsi stojí barokní kaple se zvoničkou a jedním zvonem, v bočních stěnách má po jednom okně ve tvaru volského oka. Na návsi je rovněž zrenovovaný pomník padlým v první světové válce. Vesnici tvoří asi šedesát domů, z nichž většina stojí podél hlavní silnice. Tyto domy byly povětšinou postaveny v druhé polovině 20. století. Za nimi sousedí s okolními poli stavení a hospodářské statky, které jsou o až o století starší. Na periferii vesnice vyrůstají kolonie novodobých rodinných domů ve stylu podnikatelského baroka.[zdroj⁠?!]

## Obyvatelstvo
| Rok            | 1869 | 1880 | 1890 | 1900 | 1910 | 1921 | 1930 | 1950 | 1961 | 1970 | 1980 | 1991 | 2001 | 2011 | 2021 |
| -------------- | ---- | ---- | ---- | ---- | ---- | ---- | ---- | ---- | ---- | ---- | ---- | ---- | ---- | ---- | ---- |
| Počet obyvatel | 208  | 195  | 200  | 210  | 235  | 249  | 236  | 203  | 198  | 184  | 141  | 122  | 114  | 125  | 132  |
| Počet domů     | 32   | 38   | 38   | 40   | 41   | 44   | 54   | 54   | 50   | 51   | 41   | 52   | 50   | 56   | 58   |

## Obecní správa
Při sčítání lidu v letech 1850–1979 Lodenice byly samostatnou obcí, se kterým patřily nejprve do okresu Slaný, ale v roce 1950 v okrese Nové Strašecí a od roku 1960 v okrese Rakovník. Od 1. ledna 1980 jsou částí obce Mšecké Žehrovice v okrese Rakovník.

## Galerie

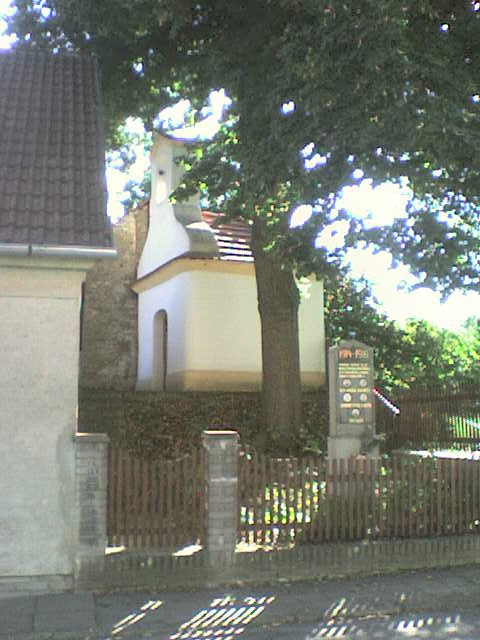
kaplička s pomníčkem obětí první světové války
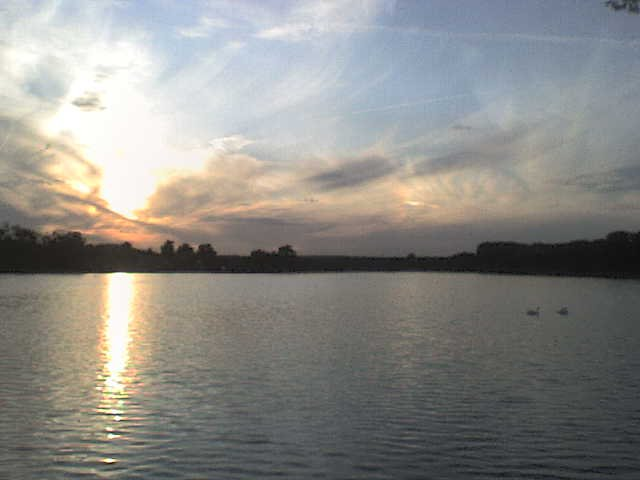
Lodenický rybník, za ním siluety lodenických domů
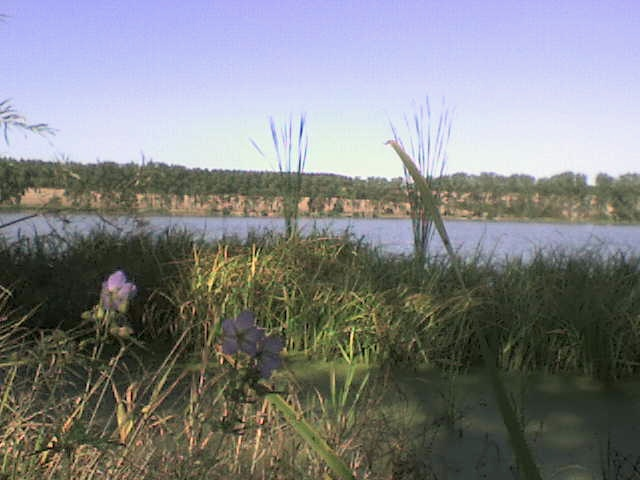
Rybník